# Neomaladera barbara
Neomaladera barbara is een keversoort uit de familie bladsprietkevers (Scarabaeidae). De wetenschappelijke naam van de soort is voor het eerst geldig gepubliceerd in 1846 door Lucas.